# San Antonio, San Juan Guichicovi
San Antonio är en ort i Mexiko.   Den ligger i kommunen San Juan Guichicovi och delstaten Oaxaca, i den sydöstra delen av landet, 500 km sydost om huvudstaden Mexico City. San Antonio ligger 102 meter över havet och antalet invånare är 232.
Terrängen runt San Antonio är platt åt nordost, men åt sydväst är den kuperad. Runt San Antonio är det ganska glesbefolkat, med 28 invånare per kvadratkilometer. Närmaste större samhälle är Matías Romero, 15,5 km söder om San Antonio. Omgivningarna runt San Antonio är en mosaik av jordbruksmark och naturlig växtlighet.